# ヤロデ (クレーター)
ヤロデ（英: Yalode）は、準惑星ケレスのクレーターである。ケレスで2番目に大きいクレーターである。名前はダホメ神話のヤムの収穫の女神ヤロデに由来する。